# Білл Барр
Вільям (Білл) Фредерік Барр (англ. William Frederic 'Bill' Burr; нар. 10 червня 1968) — американський комік, письменник та актор. Він є найбільш відомим за свої стендап-виступи. Білл також відомий, як ведучий власного шоу Bill Burr's Monday Morning Podcast, за гру Патріка Кьюба в кримінальній драмі «Пуститися берега» та за головну роль в мультсеріалі «С означає сім'я» від Netflix, як Френк Мерфі. У 2013 році, газета Нью-Йорк Таймс написала, що Барр «є одним із найкумедніших, найбільш самобутніх голосів країни протягом багатьох років».

## Ранні роки
Барр народився в Кантоні, штаті Массачусетс, у сім'ї службовців німецького і ірландського походження. Його батько був дантистом. В 1993 році Білл здобув ступінь бакалавра у сфері радіомовлення в коледжі Емерсон. До початку своєї комедійної кар'єри працював на складах, тому що «якщо б [його] бос зробив би [його] роботу нестерпною, [він] міг би сісти на навантажувач і просто поїхати геть».

## Кар'єра
Кар'єра Білл Барра почалася в 1992 році. В 1995 році він переїхав в Нью-Йорк.
Із травня 2007 року Барр записує щотижневий одногодинний подкаст Bill Burr's Monday Morning Podcast, в якому він говорить про своє минуле і нещодавній досвід, поточні події, поїздки на гастролі, спорт, та дає поради в запитаннях від слухачів. Подкаст доступний на вебсайті Барра і в мережі All Things Comedy. Іноді до нього приєднується дружина, Ніа-Хілл (англ. Nia Hill), і вони приймають гостей та беруть інтерв'ю в інших коміків.
Барр також з'являється як гість на радіо-шоу та бере участь в різноманітних подкастах коміків, таких як: нині неіснуючої Opie and Anthony Show, You Made It Weird with Pete Holmes, The Adam Carolla Show, Joe Rogan Experience, WTF with Marc Maron, The Nerdist Podcast, та Nobody Likes Onions. Білл Барр був також першим гостем на подкасті Тома Гріна. 18 квітня 2011 року він як гість був ведучим подкасту Hollywood Babble-On разом із Ральфом Гарманом.
У 2008 році голос Барра прозвучав у грі Grand Theft Auto IV. У грі, Білл грає Джейсона Майклса з банди байкерів The Lost MC в місії «No Love Lost». У 2009 році він повторив свою роль в розширеній версії гри The Lost and Damned.
Спешл «Let It Go» був записаний в приміщенні The Fillmore, Сан-Франциско, а прем'єра відбулася 18 вересня 2010 року на телеканалі Comedy Central. Згодом вийшов спешл «You People Are All The Same», прем'єра якого відбулася у 2012 році як ексклюзив на Netflix.
Барр був відмічений як «комік коміків» спостерігачами американського стендапу, маючи на увазі, що його роботою цікавляться та цінують інші професійні коміки. Він зіграв роль у фільмі Date Night як детектив Уолш. Білл Барр також з'являвся в четвертому та п'ятому сезоні Пуститися берега в ролі Патріка Кьюбі. Також виконував роль Марка Мюлінса в фільмі «Озброєні та небезпечні». Бар став зіркою в мультсеріалі F Is for Family, прем'єра якого відбулася 18 грудня 2015 на Netflix. Шоу, анімаційний ситком, що базується на стендапі Барра та його баченні абсурдності політичної коректності. 17 квітня 2016 року Netflix схвалив шоу на другий сезон. Барр пише та продюсує серії разом з Майклом Прайсом.

## Стиль
Журнал Rolling Stone назвав Барра «безперечний чемпіон у суперважкій вазі гумору із вмістом гніву». Барр часто зображує себе як «той гучний хлопець в барі» з «необізнаною логікою». В інтерв'ю Бостон Глоуб Барр заявив, що "я чувак, братан, хлопець». Відповідно до Montreal Gazette, «Барр є циніком і єретиком, який ніколи не звертав уваги на політкоректність».

## Особисте життя
Барр одружився із дівчиною, із якою мав довготривалі стосунки, продюсеркою і сценаристом Ніа Рені Гілл (англ. Nia Renee Hill), у 2013 році. Вона іноді з'являється як гість на подкасті Барра. Вони проживають в Лос-Анджелесі, штаті Каліфорнія.
Барр є завзятим барабанщиком і регулярно виступає разом з The God damn Comedy Jam.
Станом на травень 2015 року, Барр є ліцензованим пілотом вертольота.

## Дискографія
- Emotionally Unavailable (2003) [CD]
- Emotionally Unavailable: Expanded Edition (2007) [CD]
- Why Do I Do This? (2008) [CD/DVD/Netflix]
- Let It Go (2010) [CD/DVD/Netflix]
- You People Are All The Same (2012) [Netflix and download]
- Live at Andrew's House (2014) [limited vinyl release]
- I'm Sorry You Feel That Way (2014) [Netflix]

## Фільмографія
| Рік       | Назва                                    | Credit | Credit    | Credit   | Роль                                             |
| Рік       | Назва                                    | Актор  | Сценарист | Продюсер | Роль                                             |
| --------- | ---------------------------------------- | ------ | --------- | -------- | ------------------------------------------------ |
| 1996      | Townies                                  | Так    |           |          | 15 episodes; role: Ryan Callahan                 |
| 1998      | Two Guys and a Girl                      | Так    |           |          | 1 episode; role: Fitzey                          |
| 2001      | Perfect Fit                              | Так    |           |          | Role: Doorman                                    |
| 2002      | Passionada                               | Так    |           |          | Role: Blackjack Player                           |
| 2002      | Закон і порядок: Злочинні наміри         | Так    |           |          | Episode: «Maledictus»; role: Jogger              |
| 2004      | Chappelle's Show                         | Так    |           |          | 3 episodes; role: Various                        |
| 2005      | One Night Stand                          |        | Так       |          | 1 episode; role: Himself                         |
| 2006      | Jamie Foxx Presents Laffapalooza         |        | Так       |          | 1 episode                                        |
| 2007      | Twisted Fortune                          | Так    |           |          | 3 episodes; role: Various                        |
| 2007      | Playing Chicken                          | Так    |           |          | Role: Tim                                        |
| 2008      | Grand Theft Auto IV                      | Так    |           |          | Video game; role: Jason Michaels (voice)         |
| 2008      | Why Do I Do This?                        |        | Так       | Так      | Stand-up special; role: Himself                  |
| 2009      | Grand Theft Auto IV: The Lost and Damned | Так    |           |          | Video game; role: Jason Michaels (voice)         |
| 2010      | Божевільне побачення                     | Так    |           |          | Роль: детектив Волш                              |
| 2010      | Let It Go                                |        | Так       | Так      | Stand-up special; role: Himself                  |
| 2011      | Cheat                                    | Так    | Так       | Так      | Role: DBilly                                     |
| 2011–13   | Breaking Bad                             | Так    |           |          | 5 episodes; role: Kuby                           |
| 2012      | Stand Up Guys                            | Так    |           |          | Role: Larry                                      |
| 2012      | You People Are All the Same.             |        | Так       | Так      | Stand-up special; role: Himself                  |
| 2013      | The Heat                                 | Так    |           |          | Role: Mark Mullins                               |
| 2013-16   | New Girl                                 | Так    |           |          | 2 episodes; role: Bobby                          |
| 2014      | Walk of Shame                            | Так    |           |          | Role: Officer Walter                             |
| 2014      | Maron                                    | Так    |           |          | Episode: «The Joke»; role: Himself               |
| 2014      | Zombeavers                               | Так    |           |          | Role: Joseph                                     |
| 2014      | Comedians in Cars Getting Coffee         |        |           |          | Episode: "Smoking Past the Band "; role: Himself |
| 2014      | I'm Sorry You Feel That Way              |        | Так       | Так      | Stand-up special; role: Himself                  |
| 2014      | Black or White                           | Так    |           |          | Role: Rick Reynolds                              |
| 2014–15   | Kroll Show                               | Так    |           |          | 6 episodes; role: Detective Smart                |
| 2015      | The Jim Gaffigan Show                    | Так    |           |          | Episode: «My Friend the Priest»'; role: Himself  |
| 2015      | Daddy's Home                             | Так    |           |          | Role: Jerry                                      |
| 2015      | F Is for Family                          | Так    | Так       | Так      | Role: Frank Murphy (voice); Co-Creator           |
| 2019-2020 | Мандалорець                              | Так    |           |          | 2 episodes; role: Migs Mayfeld                   |
| 2021      | Винний                                   | Так    |           |          | Чоловік, який дзвонив з нічного клубу (голос)    |
| 2023      | Літні татусі                             | Так    | Так       | Так      | Джек Келлі                                       |
| 2024      | Drugstore June                           |        |           |          | д-р Вейсман                                      |
| 2024      | Без глазурі                              |        |           |          | Джон Кеннеді                                     |